# Giorgio Ducas Filantropeno
Giorgio Ducas Filantropeno (in greco Γεώργιος Δούκας Φιλανθρωπηνός?; ... – prima del 1452) fu uno stretto consigliere dell'imperatore bizantino Giovanni VIII Paleologo (1425-1448) e ricoprì per un breve periodo la carica di mesazon (primo ministro) dell'Impero bizantino nel 1438-1439.
Appare per la prima volta nel 1429. Giovanni VIII gli affidò le missioni diplomatiche, simbolicamente importanti, di conferire le insegne di despota ai sovrani serbi Đurađ Branković (nel 1429 o 1435) e Lazar Branković (nel 1446). Nel 1438-1439 accompagnò Giovanni VIII al Concilio di Ferrara e fu nominato mesazon insieme con Manuele Iagaris Paleologo. In questa veste svolse un ruolo importante, facendo pressione sulla delegazione bizantina affinché accettasse l'Unione delle Chiese.
Era un parente del patriarca di Costantinopoli Giuseppe II, morto nel 1439 durante il Concilio. Giorgio lasciò una dotazione alla chiesa di Santa Maria Novella a Firenze, dove Giuseppe era sepolto, per una messa annuale in sua memoria.